# イムス
イムス市(フィリピン語: Lungsod ng Imus)はフィリピン共和国のルソン島のカラバルソン地方のカヴィテ州の州都である。2010年時点で人口は約30.2万人だった。
マニラ首都圏から19kmの位置に有る。フィリピン独立革命でスペインを相手にカティプナンが2回勝利した都市である。イムスの戦いは1896年9月3日、アラパンの戦いは1898年5月28日に行われた。この日にフィリピン国旗が初めて掲げられた事から、イムスは「フィリピン国旗の首都」と呼ばれる。イムスではどちらの日にも祭りが行われる。イムス歴史博物館では独立革命に関する展示をしている。イムスにはカヴィテ州を管轄するイムス司教区が有る。2009年11月20～27日、イムスでワールドユースデーが開催された。

## 歴史

### スペイン植民地時代
カヴィテやノヴェレタと同様に、イムスはカヴィテ州の一部だった。
1618年 - 1629年に、イエズス会が教区教会を建てた。150年以上、イムス住民は宗教行事や商売の為に4.5km歩いて都市に行かなくてはならず、不満が溜まって行った。
1762年、イギリスのマニラ征服によって、イムスに現在バヤン・ルマと呼ばれる教会が建てられた。
1779年9月、台風で教会は破壊された。その後教会は現在の市中心部に再建された。
1795年10月3日、イムスは独立市になった。

### フィリピン第一共和国
1898年5月28日、エミリオ・アギナルド将軍率いるフィリピン軍がアラパンの戦いでスペイン軍を倒した事で、イムスは独立を得た。この戦いは6月12日のフィリピン独立宣言に繋がる。この戦いに勝利したフィリピン軍が、スペイン軍の捕虜を連れてカヴィテ市に旗を掲げて入ったのが、現在のフィリピン国旗が初めて使われた時である。

### フィリピン第三共和国
1977年6月11日、フェルディナンド・マルコス大統領の命令で、カヴィテ州の州都がトレセ・マルティレス市からイムス市に移った。その後州都をイムス市に固定する法案が成立した。

1998年5月28日、アラパンの戦いを記念して、アラパンの戦い市場が造られた。
2008年5月28日、イムス市はフィリピン国旗が最初に舞った街として、国旗祭を開催した。自由と国への愛を象徴する国旗に愛情と敬意を持たせる為に、市長が企画した。エミリオ将軍の甥の息子で、前大統領のセサル・ヴィラタも参加した。

2009年10月22日、イムス市は単独地区になった。

2014年5月28日、市場が更に利用しやすくなるよう整備された。

## 姉妹都市
- 漣川郡(韓国)

## 写真

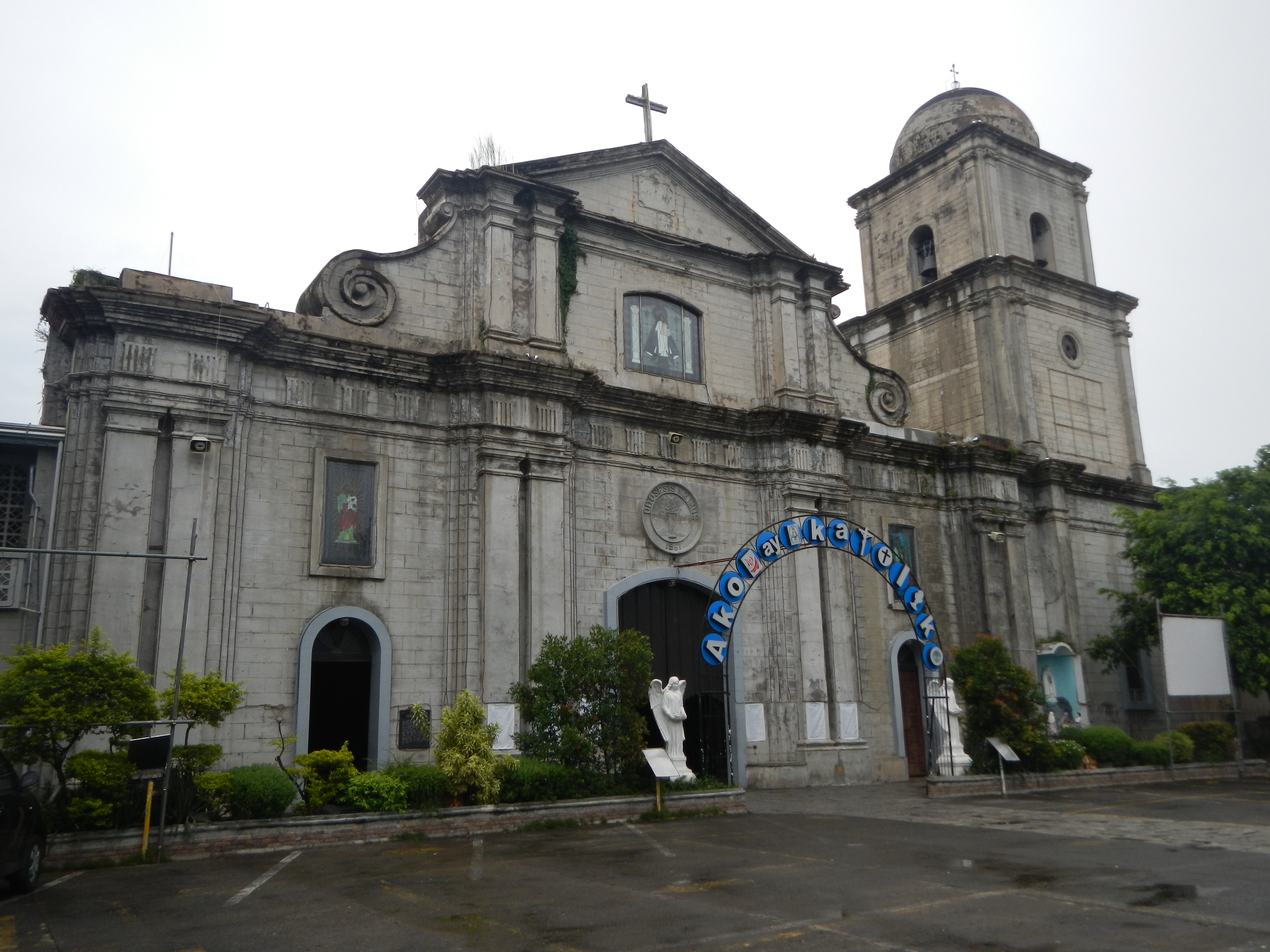
柱の聖母（ピラールの聖母）大聖堂
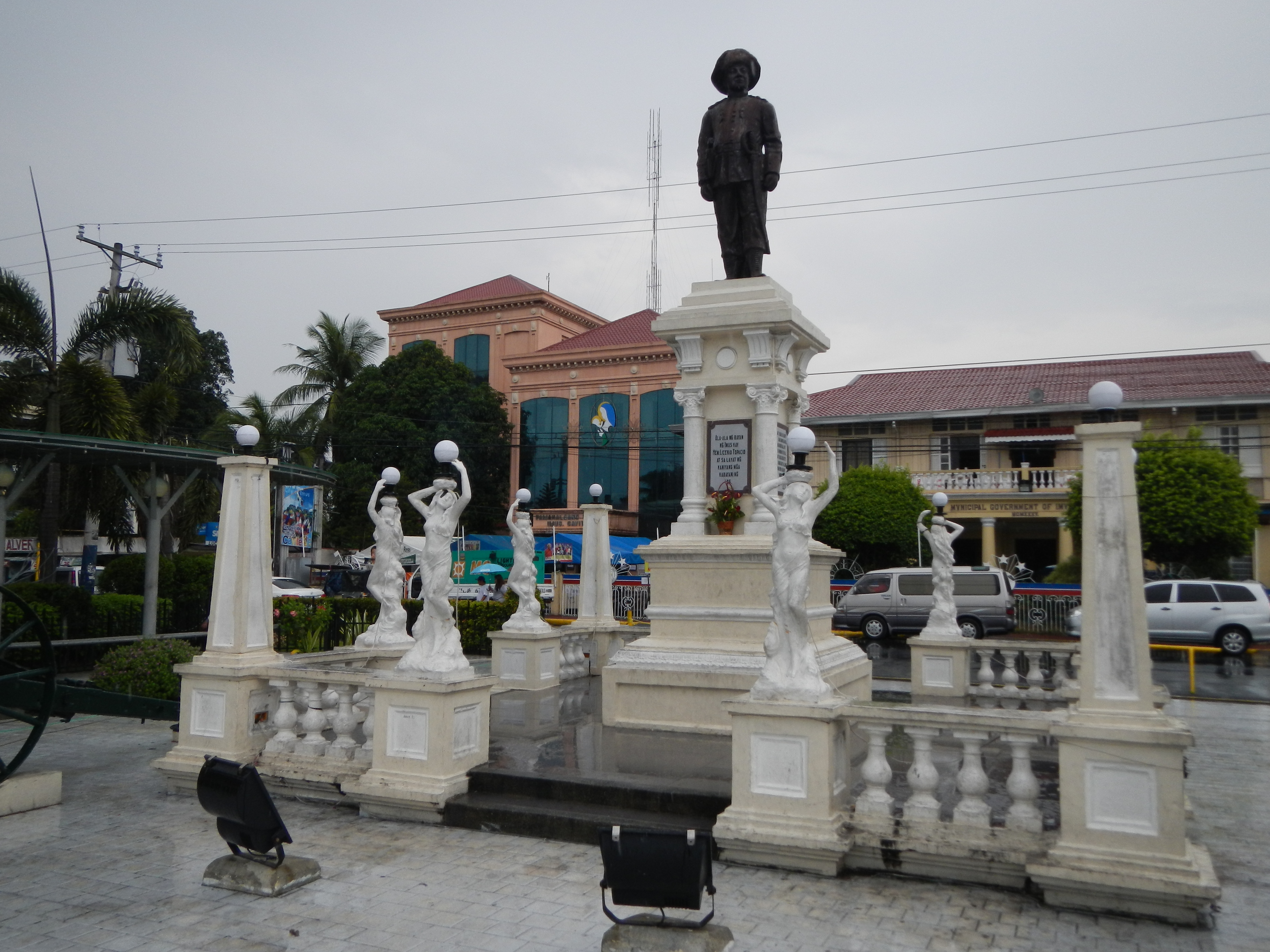
イムス広場の像
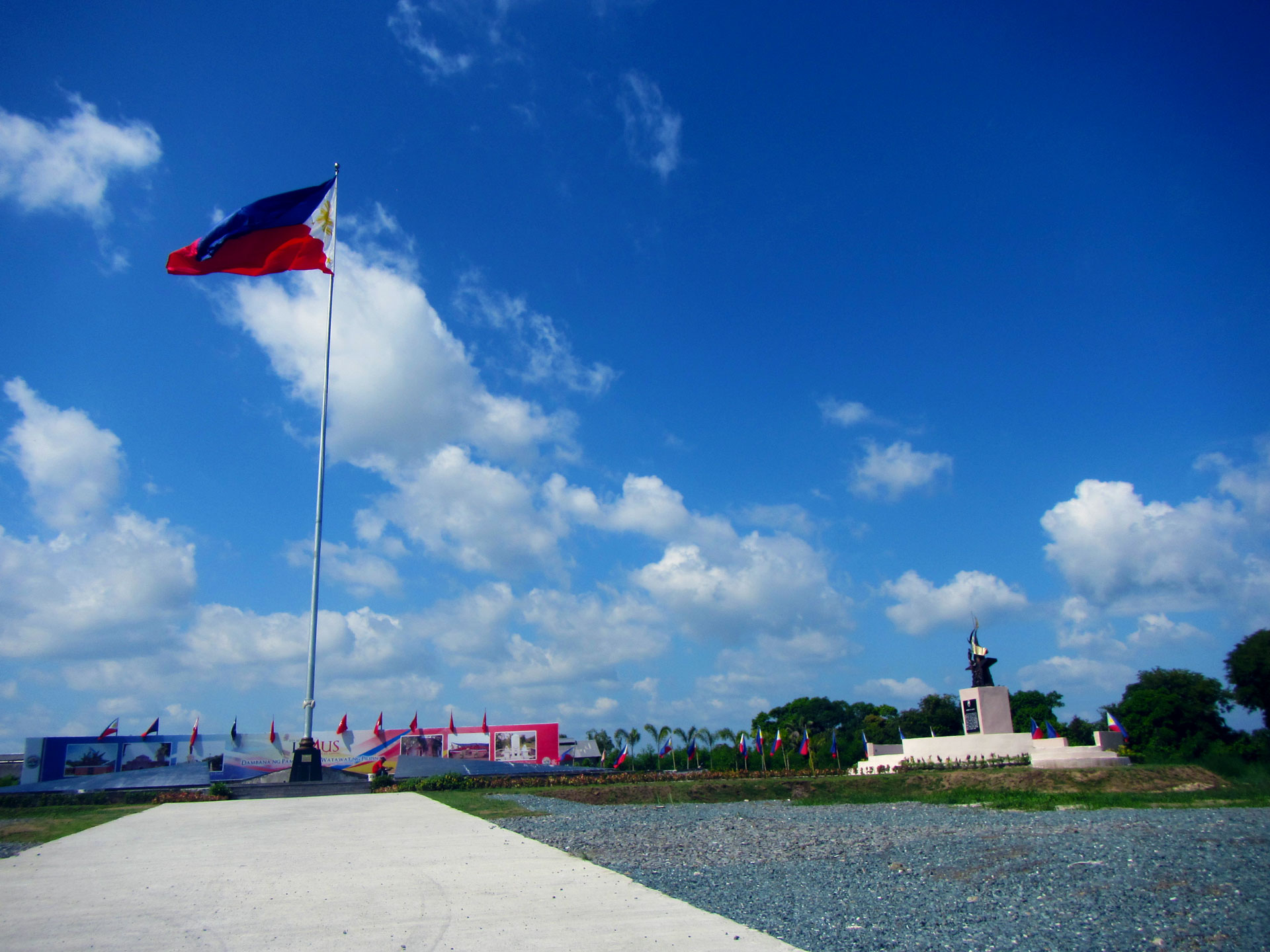
イムス遺産公園(アラパンの戦い)
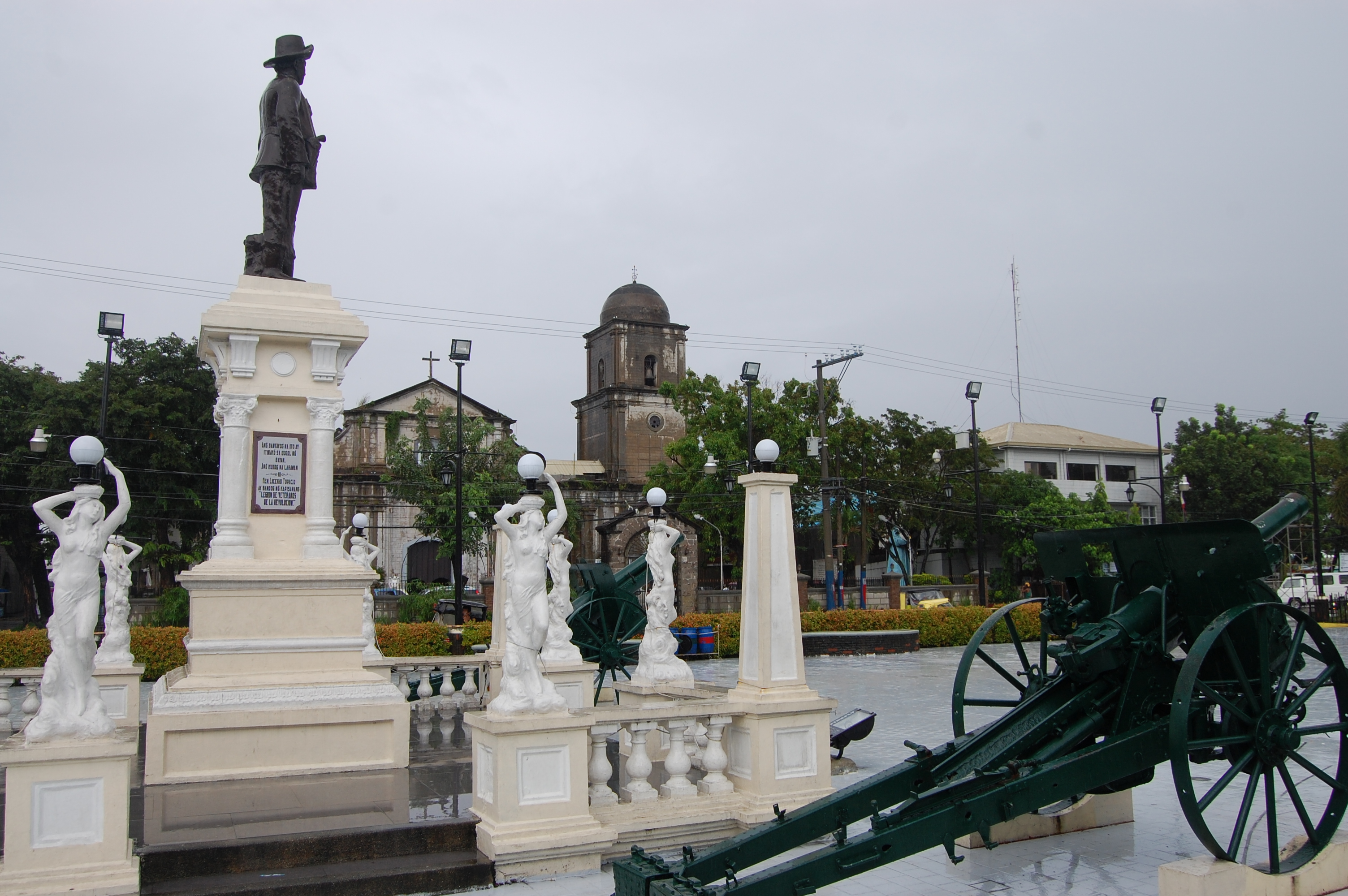
イムス広場の記念碑
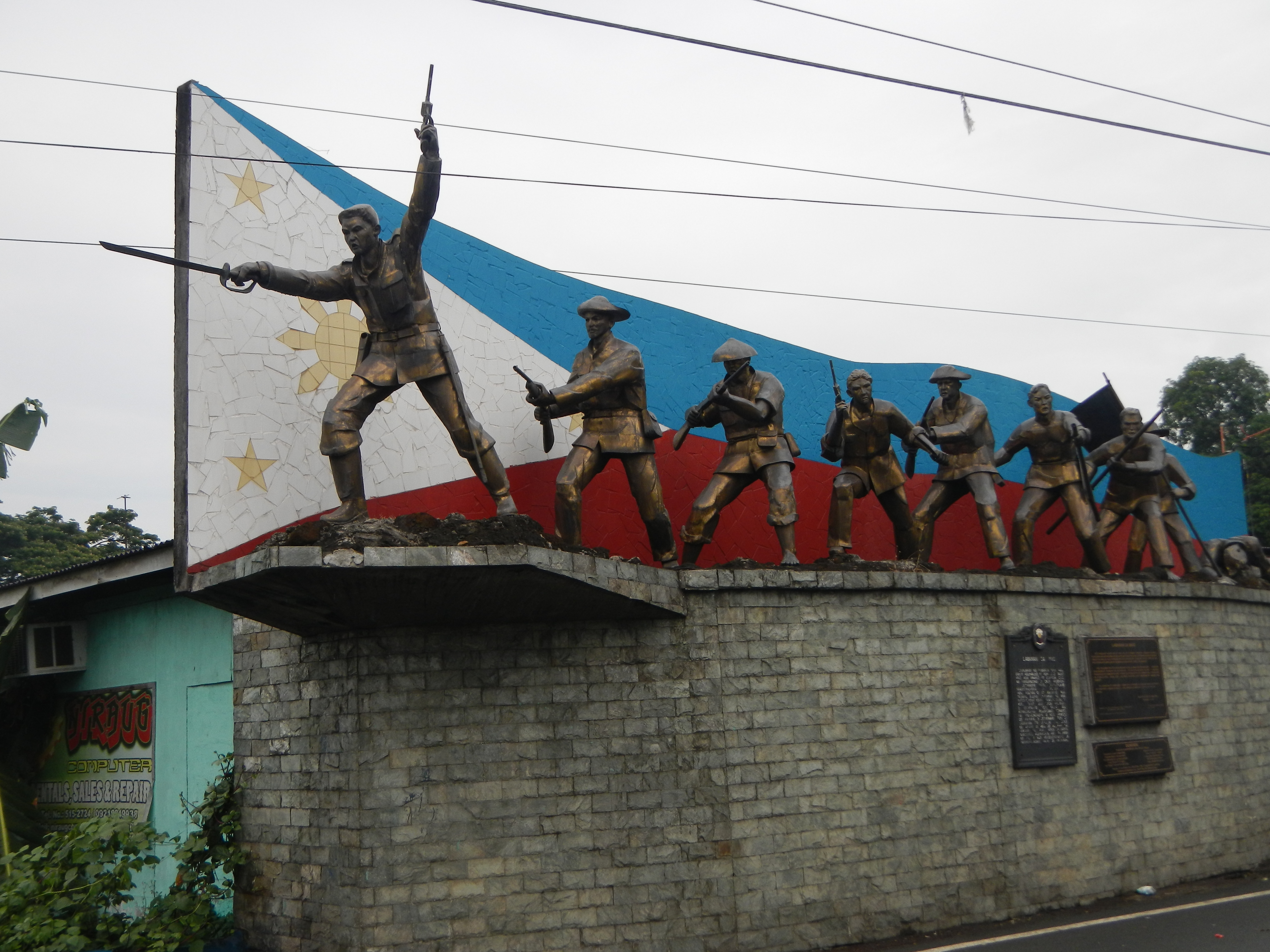
記念碑
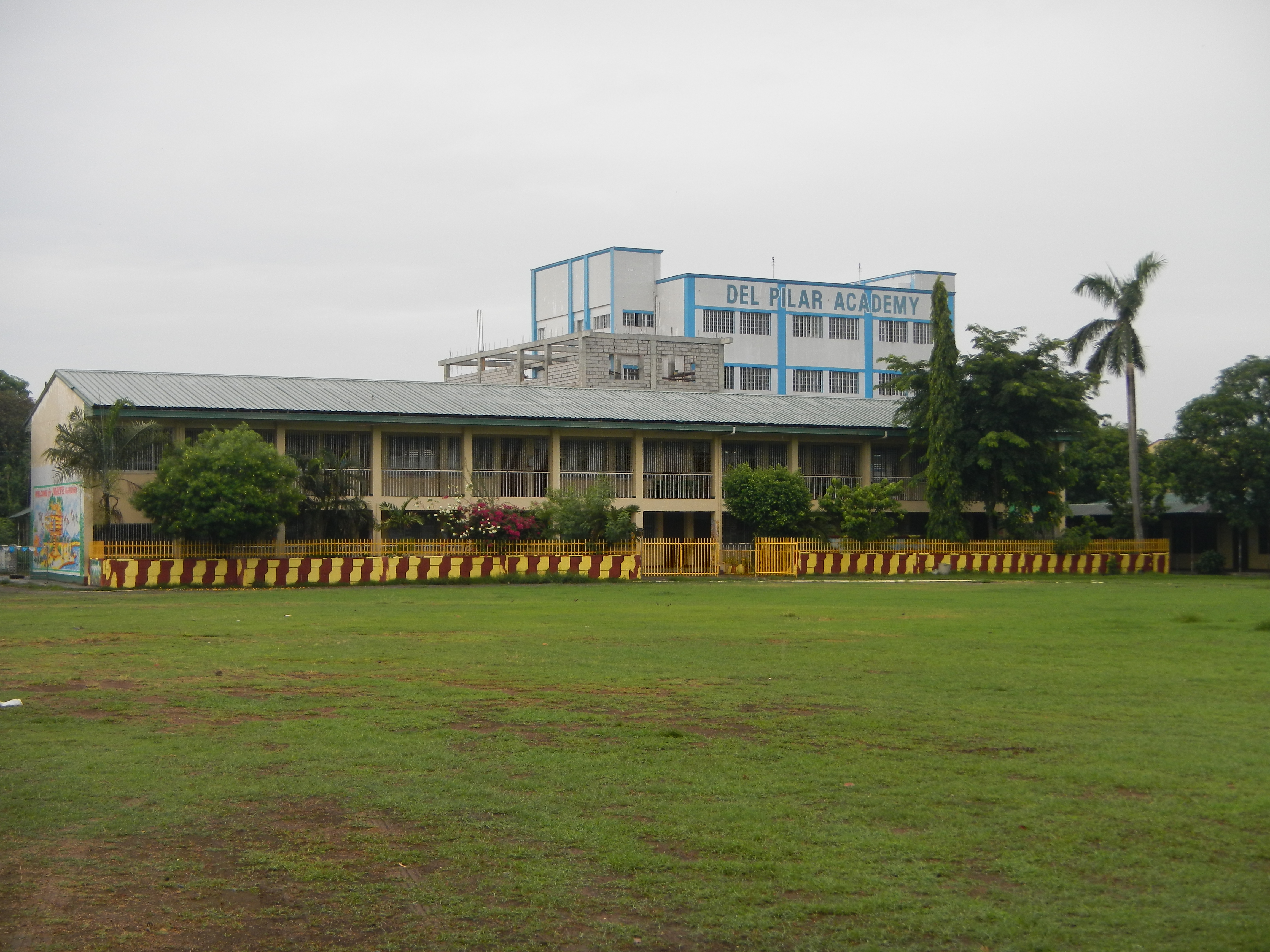
デル・パイラー・アカデミー（高校）
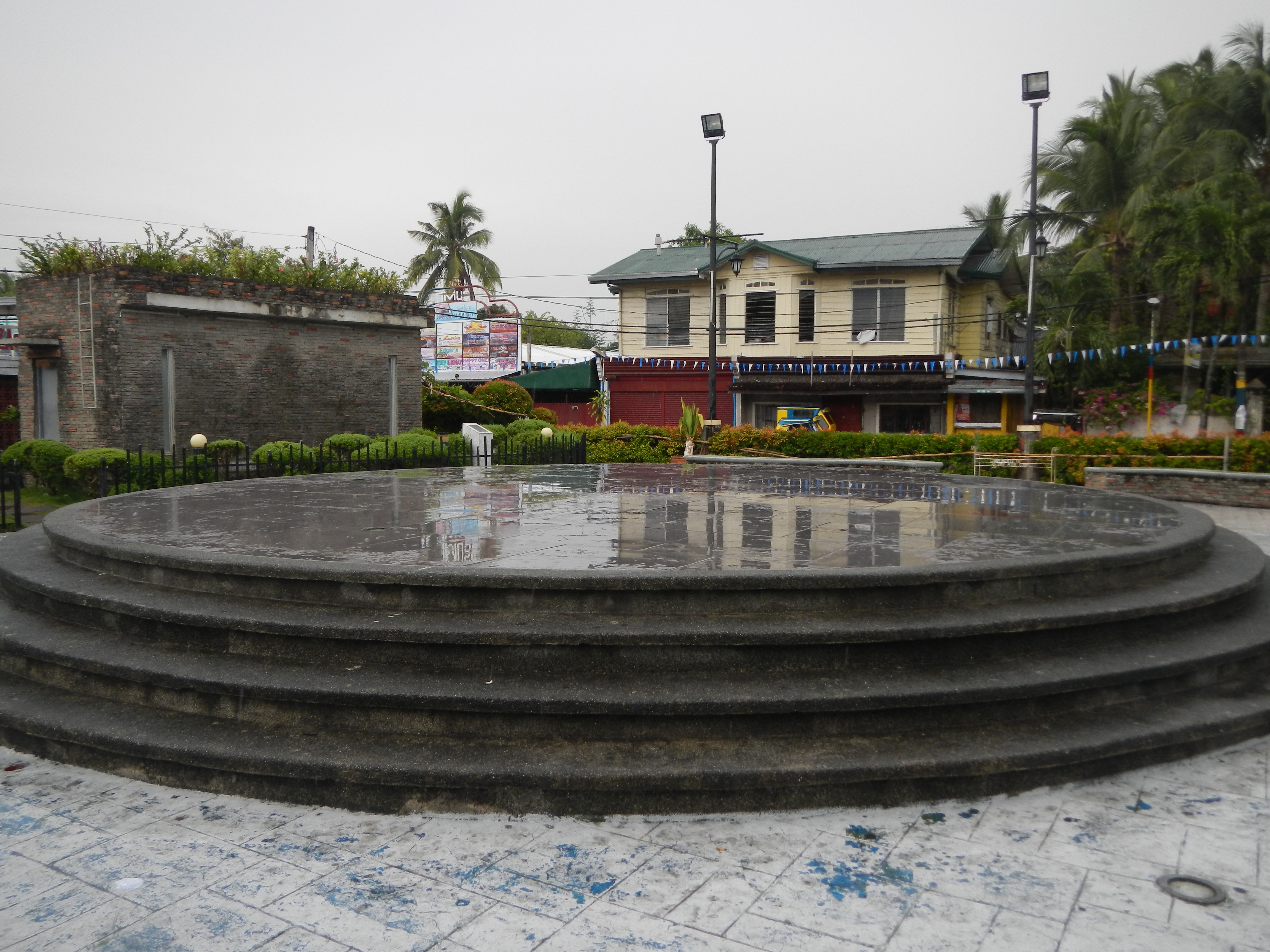
楕円
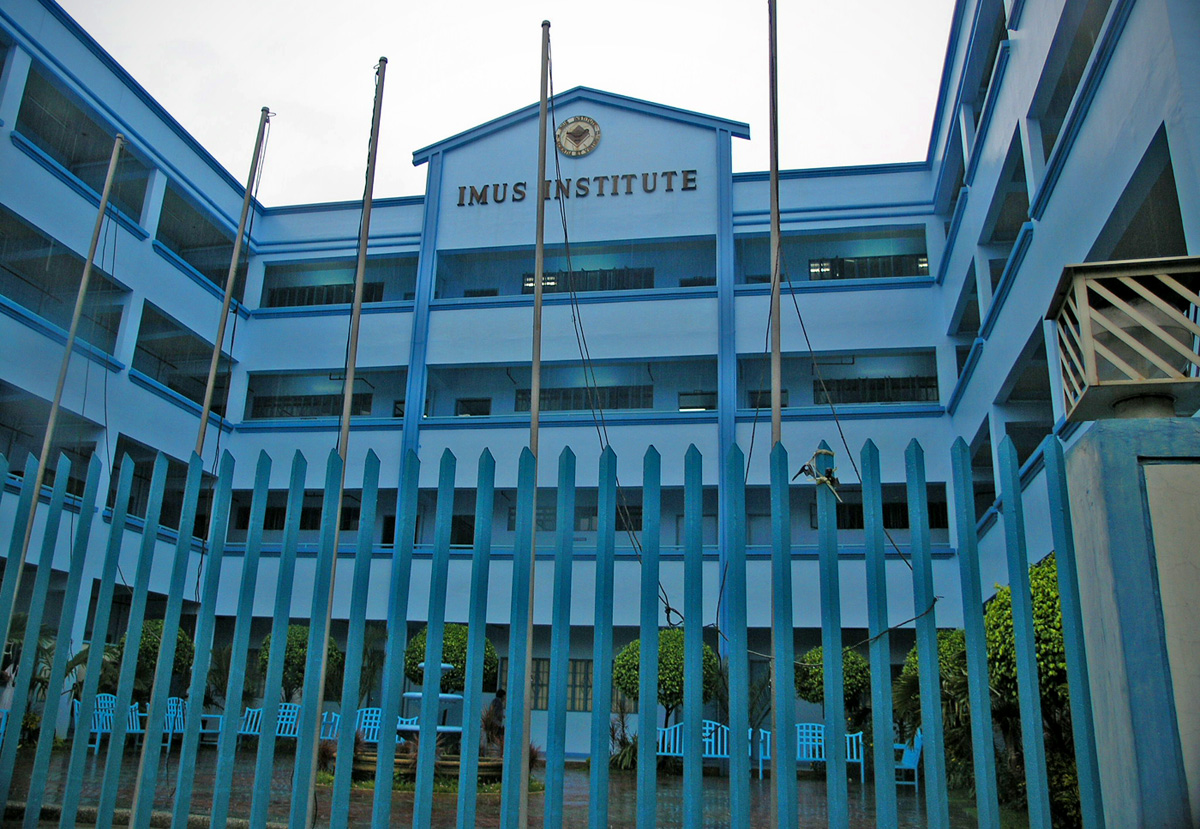
イムス科学技術大学